# (100727) 1998 BF45
(100727) 1998 BF45 es un asteroide perteneciente al cinturón de asteroides descubierto el 22 de enero de 1998 por el equipo del Spacewatch desde el Observatorio Nacional de Kitt Peak, Arizona, Estados Unidos.

## Designación y nombre
Designado provisionalmente como 1998 BF45.

## Características orbitales
1998 BF45 está situado a una distancia media del Sol de 3,080 ua, pudiendo alejarse hasta 3,550 ua y acercarse hasta 2,609 ua. Su excentricidad es 0,152 y la inclinación orbital 11,40 grados. Emplea 1974,73 días en completar una órbita alrededor del Sol.

## Características físicas
La magnitud absoluta de 1998 BF45 es 14,4. 